# Roebuck Bay
Roebuck Bay är en vik i Australien. Den ligger i delstaten Western Australia i den nordvästra delen av landet, omkring 1 700 kilometer norr om delstatshuvudstaden Perth.
Trakten runt Roebuck Bay är nära nog obefolkad, med mindre än två invånare per kvadratkilometer. Genomsnittlig årsnederbörd är 897 millimeter. Den regnigaste månaden är januari, med i genomsnitt 264 mm nederbörd, och den torraste är augusti, med 1 mm nederbörd.